# صلاح‌الدین السباعی
صلاح‌الدین السباعی (انگلیسی: Salaheddine Sbaï؛ زادهٔ ۲۱ اوت ۱۹۸۵) بازیکن فوتبال اهل مراکش است.
از باشگاه‌هایی که در آن بازی کرده‌است می‌توان به باشگاه فوتبال بلکپول، باشگاه فوتبال رویال شارلوا، باشگاه فوتبال نیم المپیک، و باشگاه فوتبال الرجا اشاره کرد.
وی همچنین در تیم‌های ملی فوتبال زیر ۲۰ سال مراکش، زیر ۲۳ سال مراکش، و مراکش بازی کرده‌است.